# Exoquila
Exoquila är en ort i Mexiko.   Den ligger i kommunen Soledad Atzompa och delstaten Veracruz, i den sydöstra delen av landet, 220 km öster om huvudstaden Mexico City. Exoquila ligger 2 196 meter över havet och antalet invånare är 260.
Terrängen runt Exoquila är bergig åt nordost, men åt sydväst är den kuperad. Terrängen runt Exoquila sluttar norrut. Runt Exoquila är det ganska tätbefolkat, med 120 invånare per kvadratkilometer. Närmaste större samhälle är Orizaba, 14,6 km nordost om Exoquila. I omgivningarna runt Exoquila växer i huvudsak blandskog.